# Pierce-Arrow
Pierce-Arrow (Пірс-Ерроу) — з 1901 року американський виробник автомобілів, мотоциклів та велосипедів. Штаб-квартира знаходиться в Баффало, штат Нью-Йорк. У 1928 році компанію купує фірма Studebaker. У 1938 році компанія припинила виробництво автомобілів.

## Заснування компанії
У 1865 році в Нью-Йорку три компаньйони заснували фірму Heintz, Pierce and Munschauer. Фірма перебувала на Ганновер Стріт. Компанія займалася виготовленням виробів з дроту, зокрема виготовленням кліток для птахів, білок та інших тварин. Через 7 років Джордж Пірс викупив частки своїх компаньйонів і перейменував підприємство в George N Pierce Company, попутно почавши випускати спиці для велосипедів. Так він і виробляв колеса та іншу продукцію, поки на фірму на місце фінансового директора не прийшов Чарльз Кліфтон. Фірма почала виробляти велосипеди.

## Початок виробництва автомобілів
В 1900 році Кліфтон запевнив Пірса, що компанії цілком по зубах виробництво автомобілів. Тоді вони купують ліцензію на паровий автомобіль у фірми Overman Steam Car Company. Побудувавши перший автомобіль, Пірс з Кліфтоном зрозуміли, що не хочуть виробляти таку техніку, яка дуже небезпечна. Тоді вони спрямовують свій погляд на автомобіль марки Diamond. Це навіть не автомобіль, а трицикл. Вони купують ліцензію на нього, але в ході випробувань доходять до висновку, що і цей автомобіль небезпечний, вони вирішують модернізувати цей трицикл з мотором від Де Діон.
А в цей час Девід Фергюссон прибуває до США з Англії разом з автомобільними шарлатанами Едвардом Джоелем Пеннінгтоном і Бейнсом. Ця парочка намагалася впарити американському уряду автомобіль для військових потреб. Треба сказати, що Пеннінгтон був аферистом, він видавав себе за великого виробника автомобілів. Уряд США зрозумів, що їх обманюють, і угода не відбулася, тоді парочка втекла, залишивши конструктора Фергюссона напризволяще. Однак йому вдалося знайти роботу в фірмі E.C. Steams Company. Йому доручили розробити конструкцію автомобіля з ДВЗ. Однак незабаром фірма відмовилася від виробництва ДВЗ і продовжила випускати паровики. Тоді Девід десь краєм вуха почув про бажання фірми «Пірс» переробити трицикл на 4-колісний транспорт. Він йде до Пірса і отримує роботу. До речі, він пропрацює на «Пірс» цілих 20 років.

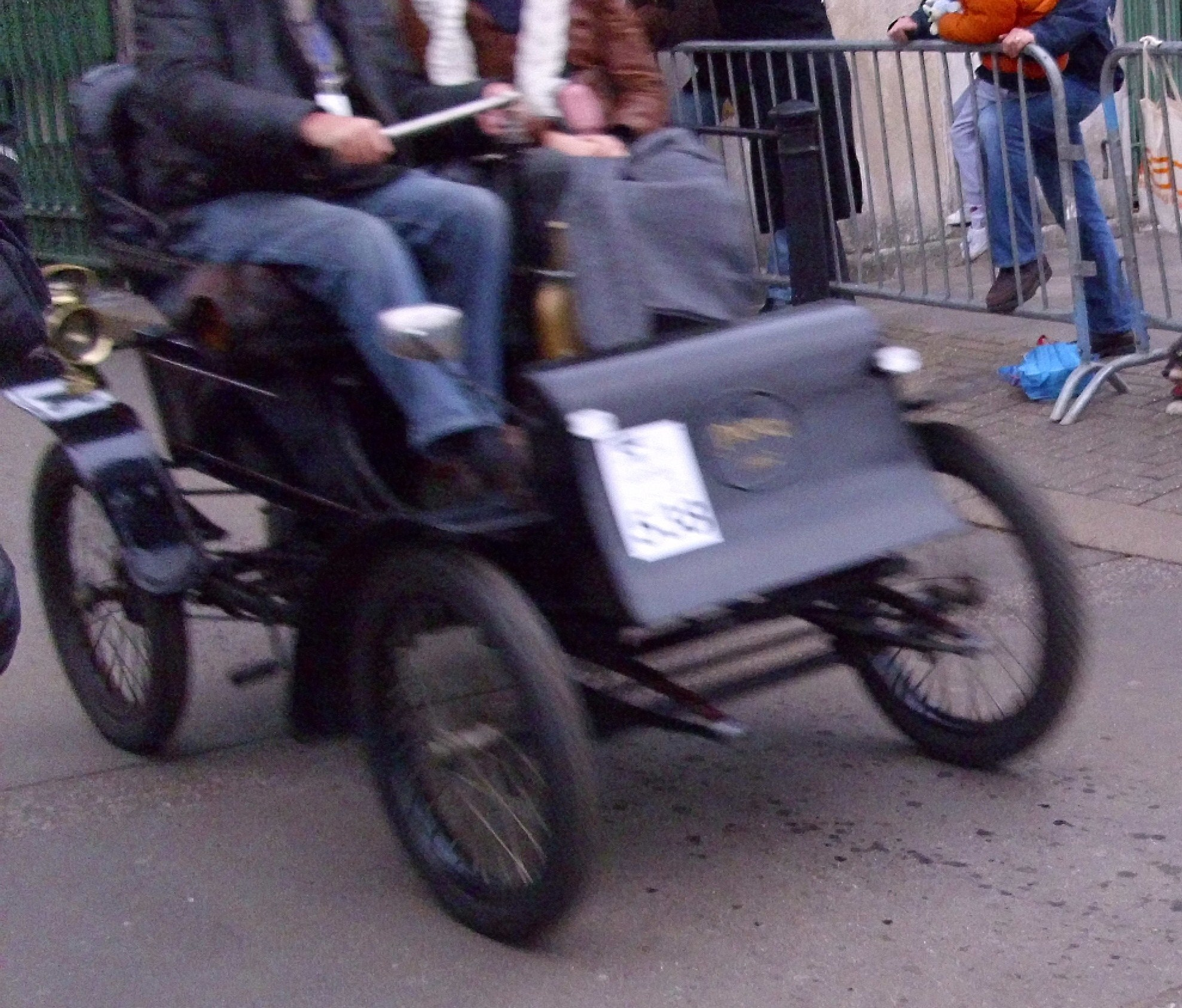
Pierce Motorette

В лютому 1901 року Фергюссон отримує завдання побудувати автомобіль із вже наявним 2,75-сильним 330-кубовим мотором Де Діон. У травні перший автомобіль був готовий. З літа до кінця року тривало тестування автомобіля і показ дилерам велосипедів. Автомобіль був райдужно ними прийнятий, так що в 1902 році почалися продажі цього автомобіля, за 1902 рік було продано 25 2.75-сильних авто і 125 потужніших, 3,75-сильних. У цієї машини, яку назвали «Моторет» був один недолік, у неї не було заднього ходу.
В 1903 році виходять ще 3 одноциліндрові моделі: 3.5НР, «Ранебоут» (5 к.с.) і 4-місний Stanhope з 6.5 к.с..

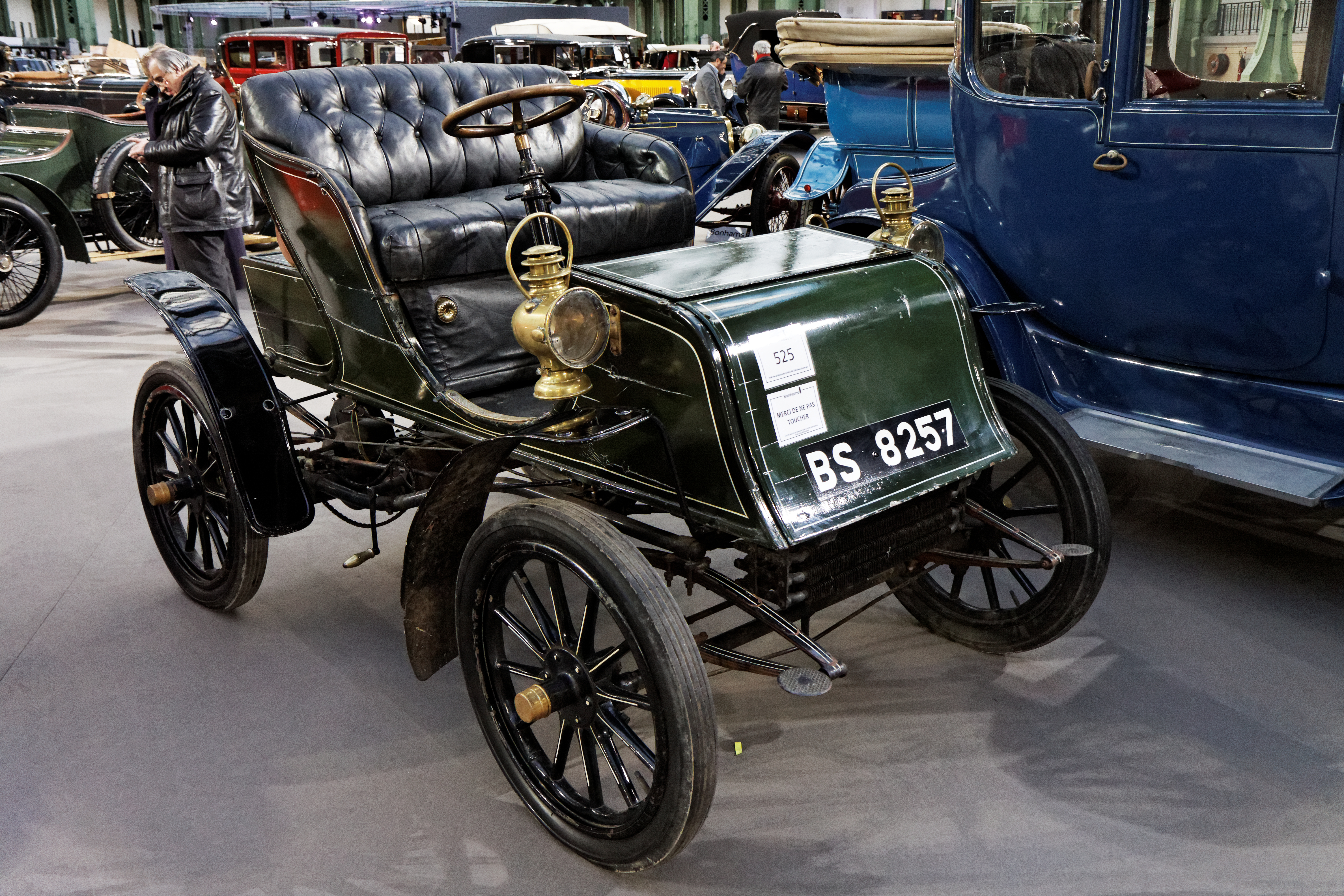
Pierce Stanhope

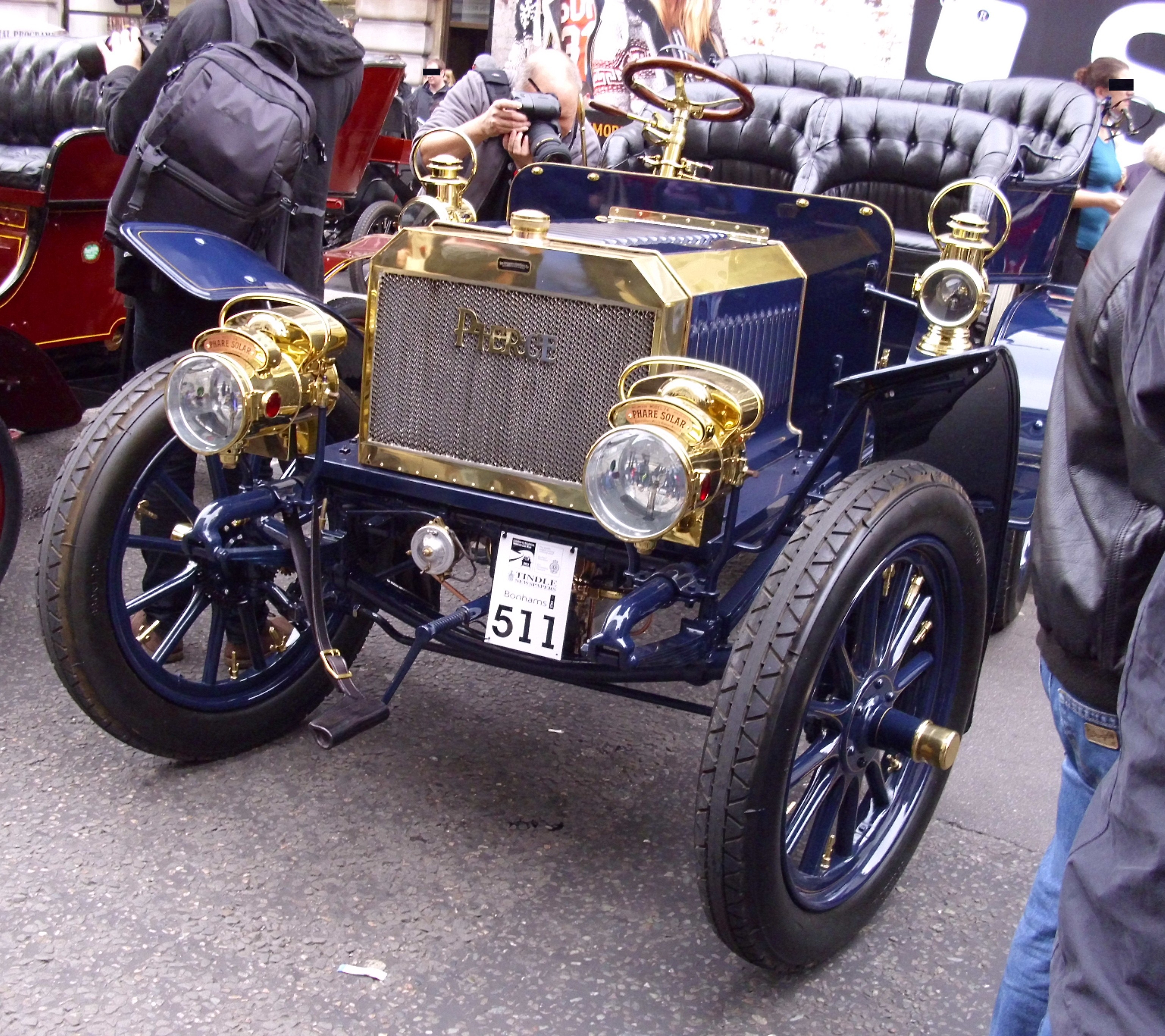
Pierce 15НР Arrow

А також з'являється перший 2-циліндровий автомобіль 15НР, який отримає кличку «Arrow», тобто стріла. І якщо одноциліндрові машини мали застарілу конструкцію, тобто були схожі на вози, то «Ерроу» вже мав пропорції сучасного автомобіля, тобто яскраво виражений капот, який, до речі, нагадує капот «Де Діон».
Пірс не хоче зупинятися на малоциліндрових автомобілях, і дає вказівку Фергюссону спроектувати 4-циліндрове авто, що й робиться. В 1904 році з'являється модель 24/28 з об'ємом мотора 3.8 л, яка отримає назву «Грейт Ерроу».

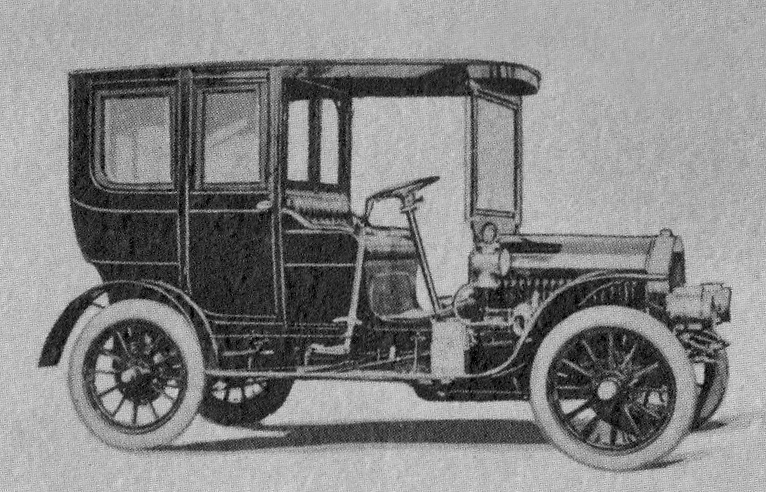
Pierce 28/32 Great Arrow

В 1905 році потужність збільшилася до 32 сил, і об'єм мотора — до 4.4 л. В цьому ж році проходять перші гонки «Glidden Tours» — гонки на витривалість від Нью-Йорка до Нью-Гемпшира. Було виставлено 33 автомобіля. Золоту медаль отримав «Грейт Ерроу» під керуванням Пірсі Пірса, сина засновника фірми, а другим прийшов 8-сильний одноциліндровий «Стенхоп», який випускався до кінця 1905 року.
Перемога в гонках добре позначилася на продажах, і через рік фірма купує 44 акри на території, де в 1901 році проходила Панамериканська виставка, тобто на Елмвуд Авеню. Проектував і будував завод славнозвісний архітектор Альберт Кан, який, до речі, в 1928 році прибуде в СРСР на запрошення Сталіна разом із 25 своїми інженерами, в підсумку вони спроектують і побудують 521 один завод на території СРСР.
Це став найсучасніший автомобільний завод на території США на той момент. У тому ж 1906 році з'являється ще одна версія «Грейт Ерроу» — 6,1-літрова модель 40/45.
Фірма продовжила брати участь в гонках, і знову отримує золоті медалі з 1906 до 1908 року. В 1906 році будується гоночний 6-циліндровий автомобіль, який піде в серію в наступному році. Мотори мали колосальний робочий об'єм, і були одними з найбільших серійних моторів (на одиничних гоночних бували і більші у деяких фірм), а саме — від 11,7 до 13.5 л, і потужність — від 40 до 65 сил.
В 1907 році Джордж Пірс продає права на марку своєму директору, і той в 1908 році перейменовує фірми в Pierce-Arrow Motor Car Company, приставка «Ерроу» дана в честь моделі, яка прославила марку.

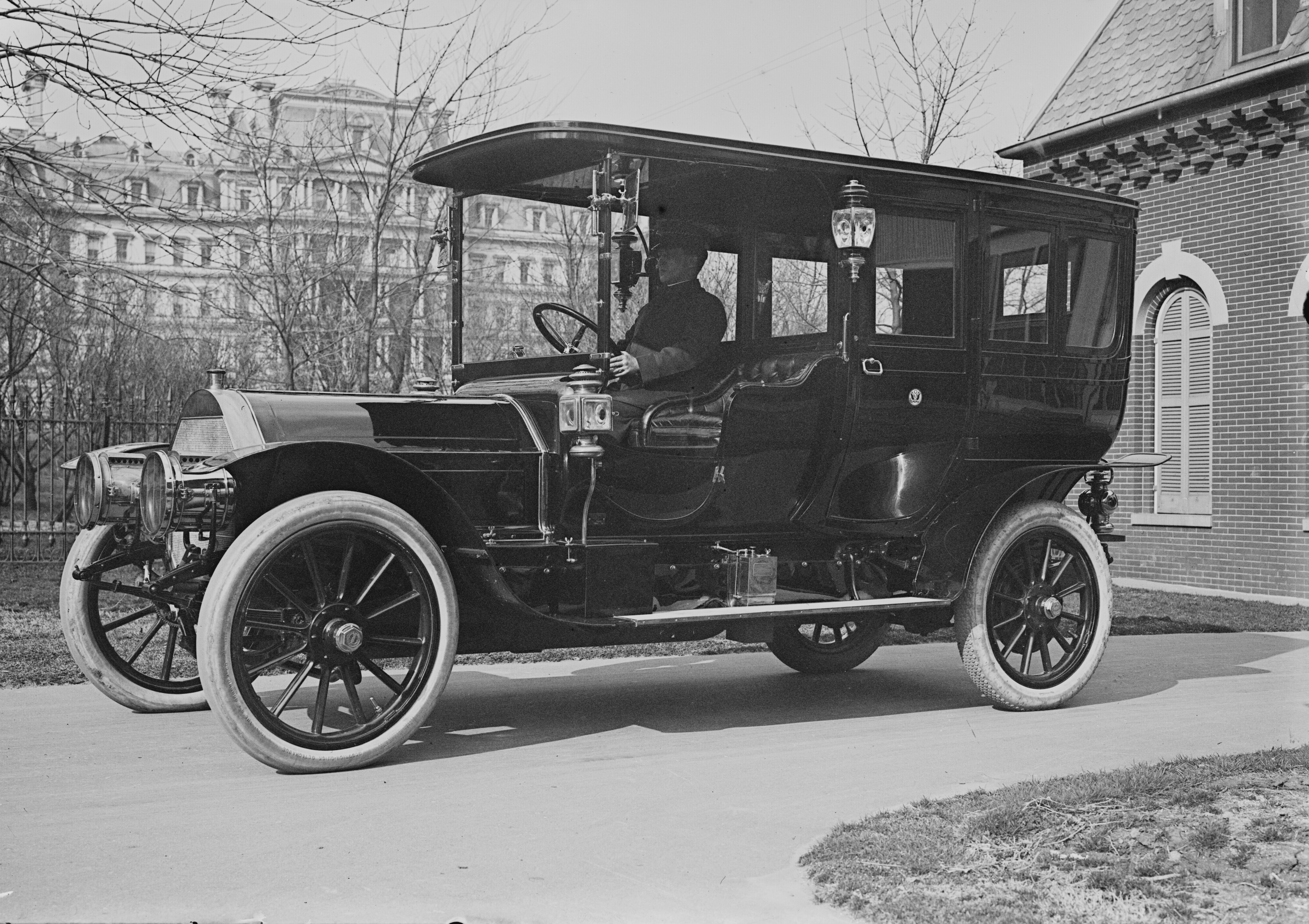
Pierce-Arrow 6-48 президента Тафта

В 1909 серія «Грейт Ерроу» сильно модернізована, так з'являються моделі 4-24 і 4-40, яким було призначено стати останніми 4-циліндровими автомобілями цієї марки. У тому ж році президент США Вільям Говард Тафт замовляє 2 автомобіля цієї марки для Білого Дому. «Пірс-Ерроу» стають першими автомобілями Вашингтона, і пробудуть такими аж до правління Франкліна Делано Рузвельта (поки марка не зникне).

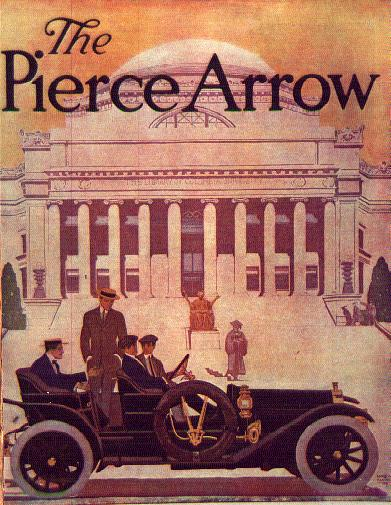
Pierce-Arrow 6-48

До 1910 року у виробничій програмі залишаються тільки 6-циліндрові моделі: 6-36 (5.7 л), 6-48 (7.4 л) і 6-66 (10.7 л).

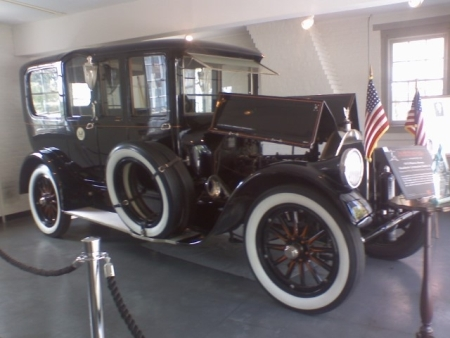
Pierce-Arrow 6-48 1918 року

В 1912 році приходить працювати бродвейський художник Герберт Доулі. Він вигадує цікавий дизайн — вбудовані в передні крила фари. Було це зроблено з бажання зробити аеродинамічний автомобіль, і знайти власний стиль фірми, виділивши її від конкурентів типу «Мармон», «Кадиллак», «Паккард» та інших топ-марок. Фари були широко розставлені, що сприяло висвітленню більш широкого діапазону дороги, правда робило дивним дизайн автомобіля. Але для шанувальників класичних фар фірма дозволяла замовити такі до 1932 року. В 1913 році фірма запатентувала такий дизайн.

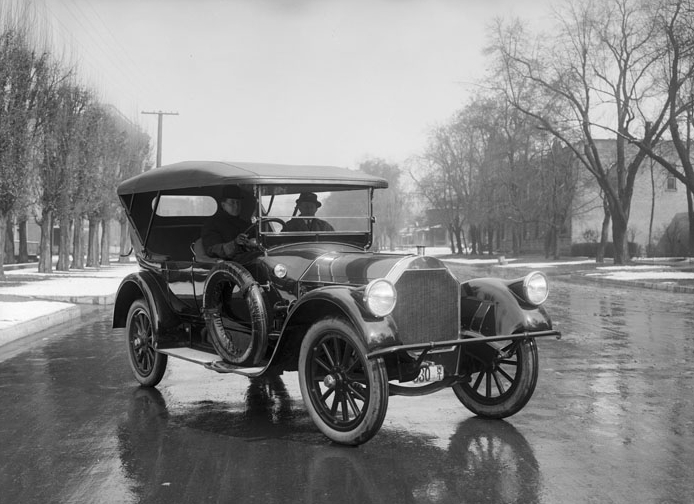
Pierce-Arrow 6-48

До 1915 року фірма випустила свій 12000 автомобіль, ставши фірмою, яка випустила найбільшу кількість автомобілів класу люкс. До цього часу автомобілі цієї марки не тільки прописалися в президентському гаражі, а й в гаражах іранського шаха, імператора Японії, стали першим американським автомобілем Миколи Другого, правда після революції на ньому роз'їжджав Керенський, також такі автомобілі були і у Рокфеллера, з акторів на «ПЕ» їздив Чарлі Чаплін і голлівудський актор японського походження — Сессю Хаякава, він був подразником білого населення Голлівуду, роз'їжджаючи на позолоченому 6-48, народ тільки й говорив про його поганий смак.
До речі, досить багато «Пірс Ерроу» було перероблено в пожежні машини, завдяки потужним моторам і міцним рамам.
В 1918 році з модельного ряду зникли найпотужніші і слабкі моделі, залишилися тільки 6-48. Після Першої світової правління фірми пішло на пенсію, замість них біля керма стали керівники фінансової фірми Seligman Company.
Ідеєю нових господарів стала розробка нової моделі з новим мотором, на шасі якої поставлялися б різні кузови. Фергюссон був проти цієї ідеї, і його звільнили, на його місце взяли Барні Руса, який також пішов, і нарешті, головним конструктором став Чарльз Шеппі, який спроектував до 1921 року нову модель — «Серіес 32».

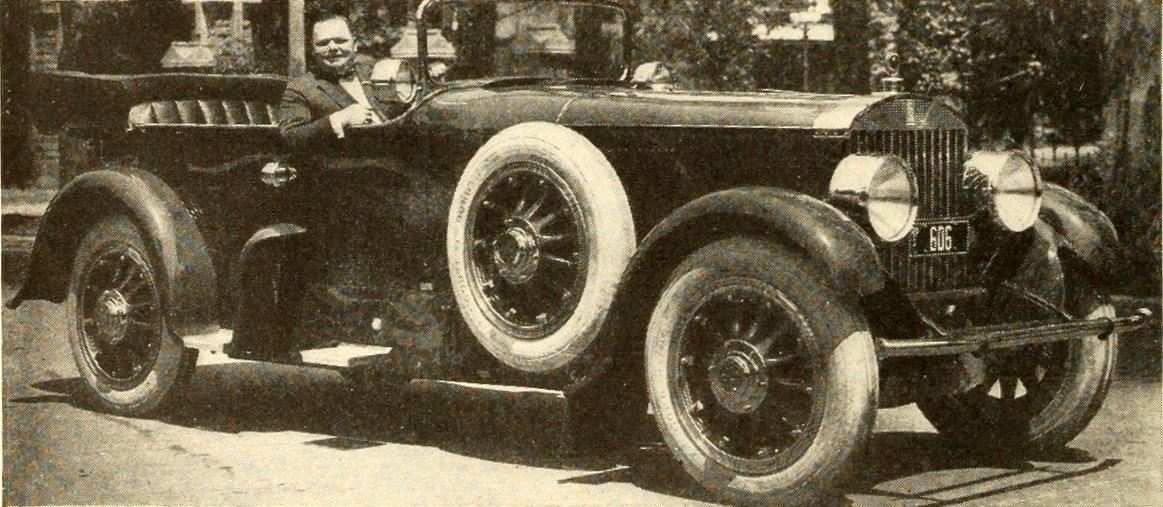
Pierce-Arrow Series 32

Машина отримала гальма всіх коліс, але найголовніше — новий мотор 6.8 л і потужністю 100 сил (38 податкових), його родзинкою стало 4 клапани на циліндр і 2 свічки запалювання на кожний циліндр. Шасі автомобіля оснащувалося 15 типами кузовів, у яких незміненими були крила і капот автомобіля.
Разом з цими нововведеннями ще однією новинкою стало ліве розташування керма. Справа навіть не в консерватизмі фірми, а в зручності, автомобілі цієї марки використовувалися елітою, у яких був шофер, і він міг швидко відкрити двері своєму господареві, не обходячи навколо машини.

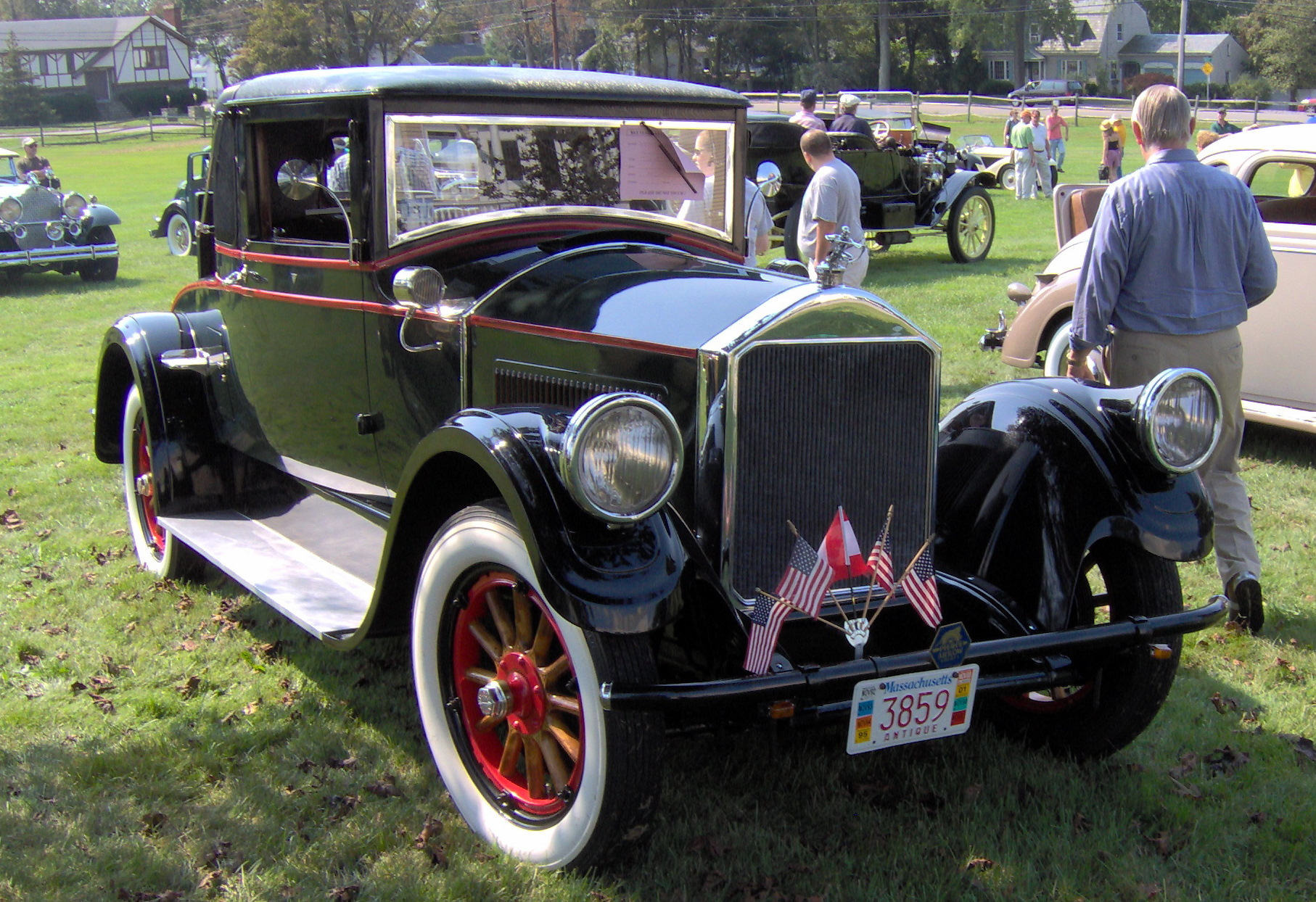
Pierce-Arrow Series 33

У тому ж 1921 році президентом фірми став Майрон Форбс, що був з 1919 року фінансовим директором. До кінця 1921 року модель 32 злегка доопрацювали, машина стала називатися «Серіес 33». Її випуск тривав до 1927 року, коли на зміну прийшла «Серіес 36», хоча шасі машини залишалися від «Серіес 32». Всього було випущено близько 7000 машин серії 32-33.

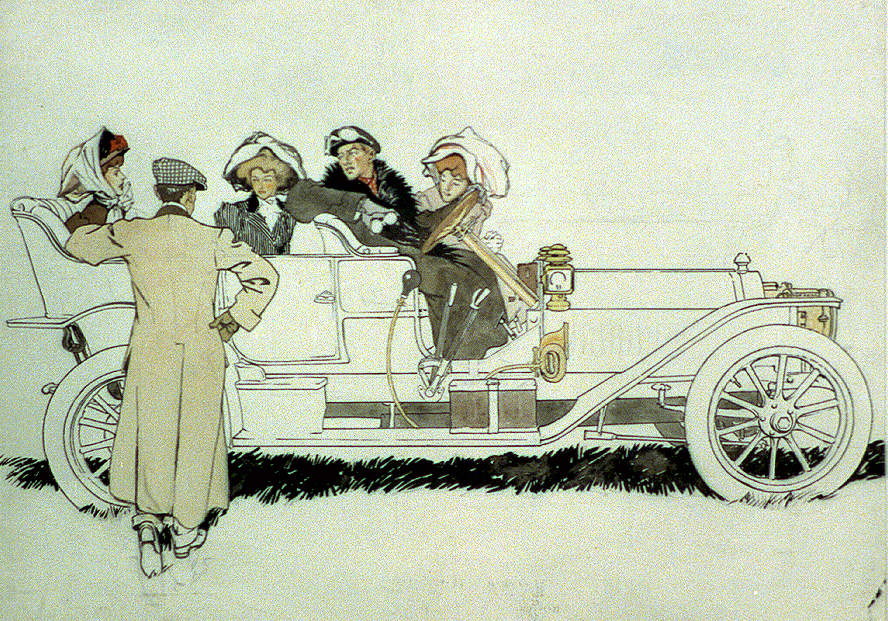
Pierce-Arrow Series 80

У 1925 році вирішено було випускати дешевшу «Серіес 80», машина була на 20 см коротшою в базі, ніж «Серіес 33». Однак дешевша не означало зовсім дешева, машина була найдорожчою серед своїх однокласників. У машини цієї серії було 12 типів кузовів. За 2 роки було випущено 16 000 примірників.
До речі, мотори «Серіес 80» об'ємом 4.7 л і потужністю 70 сил були популярні на катерах бутлегерів, бо вважалися дуже тихими.
В 1927 році виходить «Серія 36».

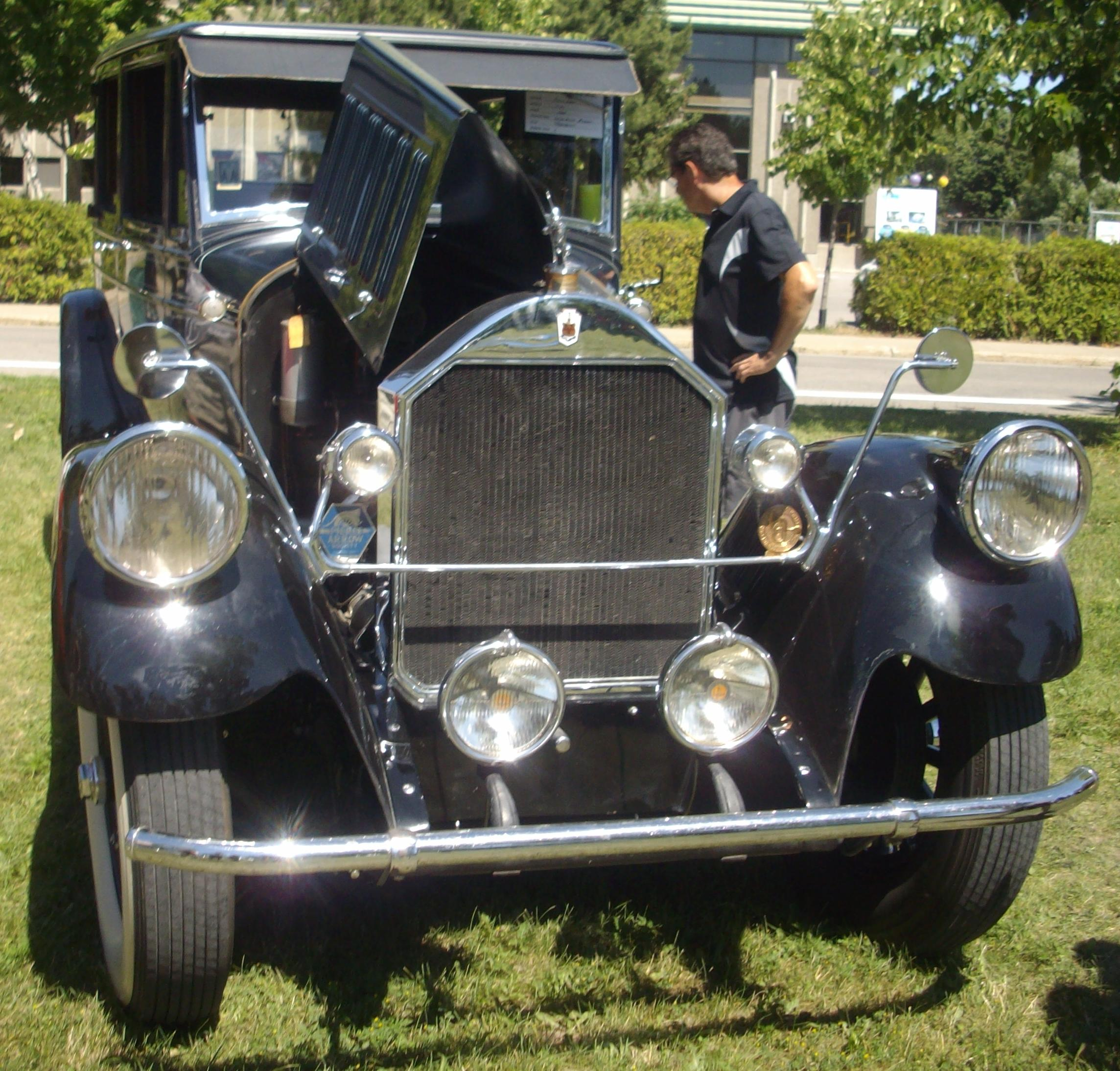
Pierce-Arrow Series 36

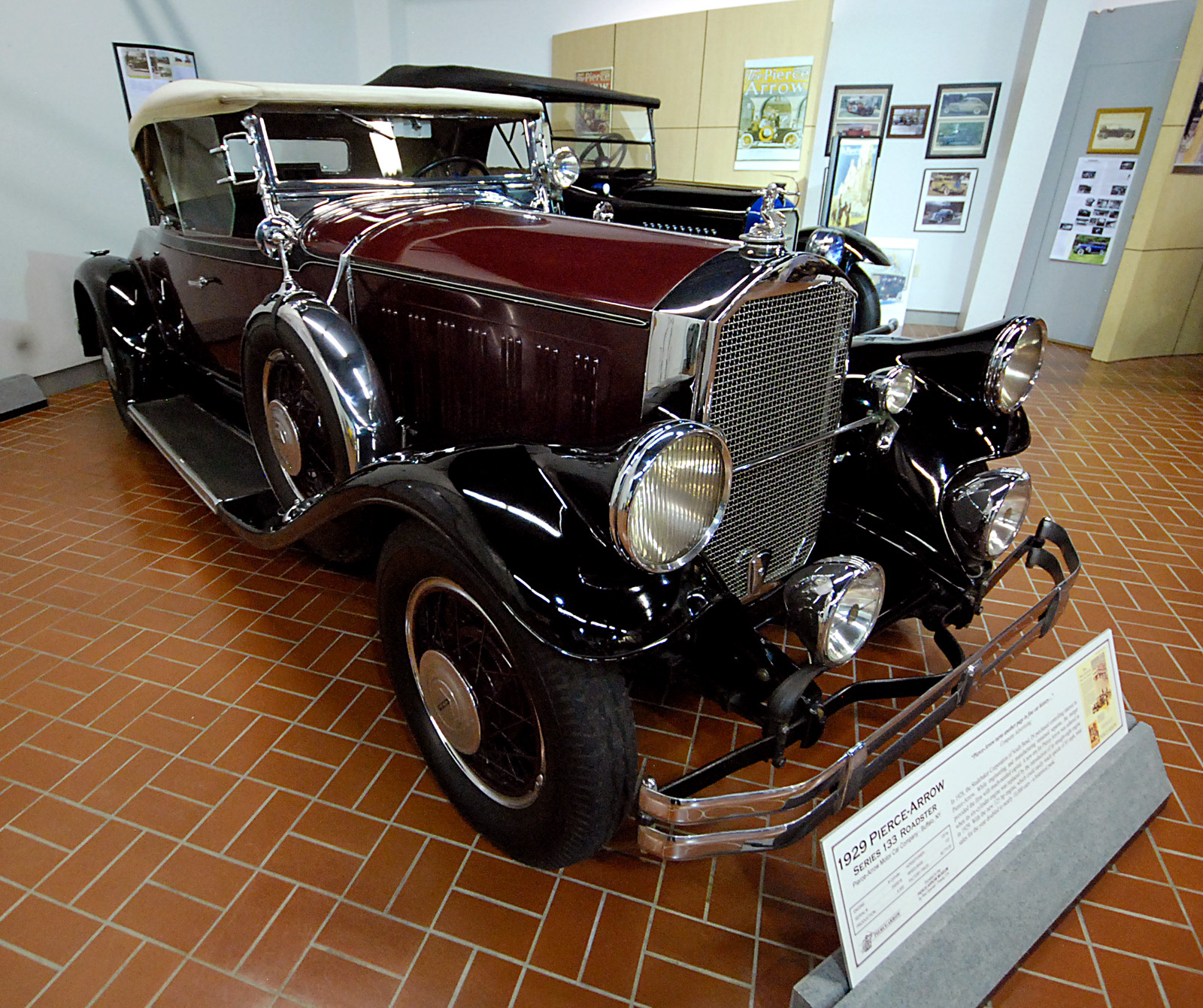
Pierce-Arrow Series 81

У 1928 році Форбс дає вказівку Джеймсу Вею розробити дизайн нової моделі — «Серіес 81». По суті, начинка технічна залишилася та ж, треба було розробити тільки дизайн. У підсумку з'являється машина з дизайном у стилі Арт-деко.
Сам Форбс був у захваті від нової моделі, але дилери та постійні клієнти холодно зустрічають цю модель. У цього автомобіля була змінена решітка радіатора, з'явилися «вії» на фарах, а також з'явився лучник на решітці радіатора.

## Pierce-Arrow у складі компанії Studebaker
В 1928 році вмирає Чарльз Кліфтон, який хоч і був на пенсії, але стежив за фірмою. Тому Форбс вирішує продати фірму, були переговори з «Дженерал Моторс», «Лафайет» і «Роллс-Ройс», але викупила компанію фірма «Студебекер». На місце Форбса приходить Альберт Ерскін. Фірма починає розробляти свій 8-циліндровий мотор.

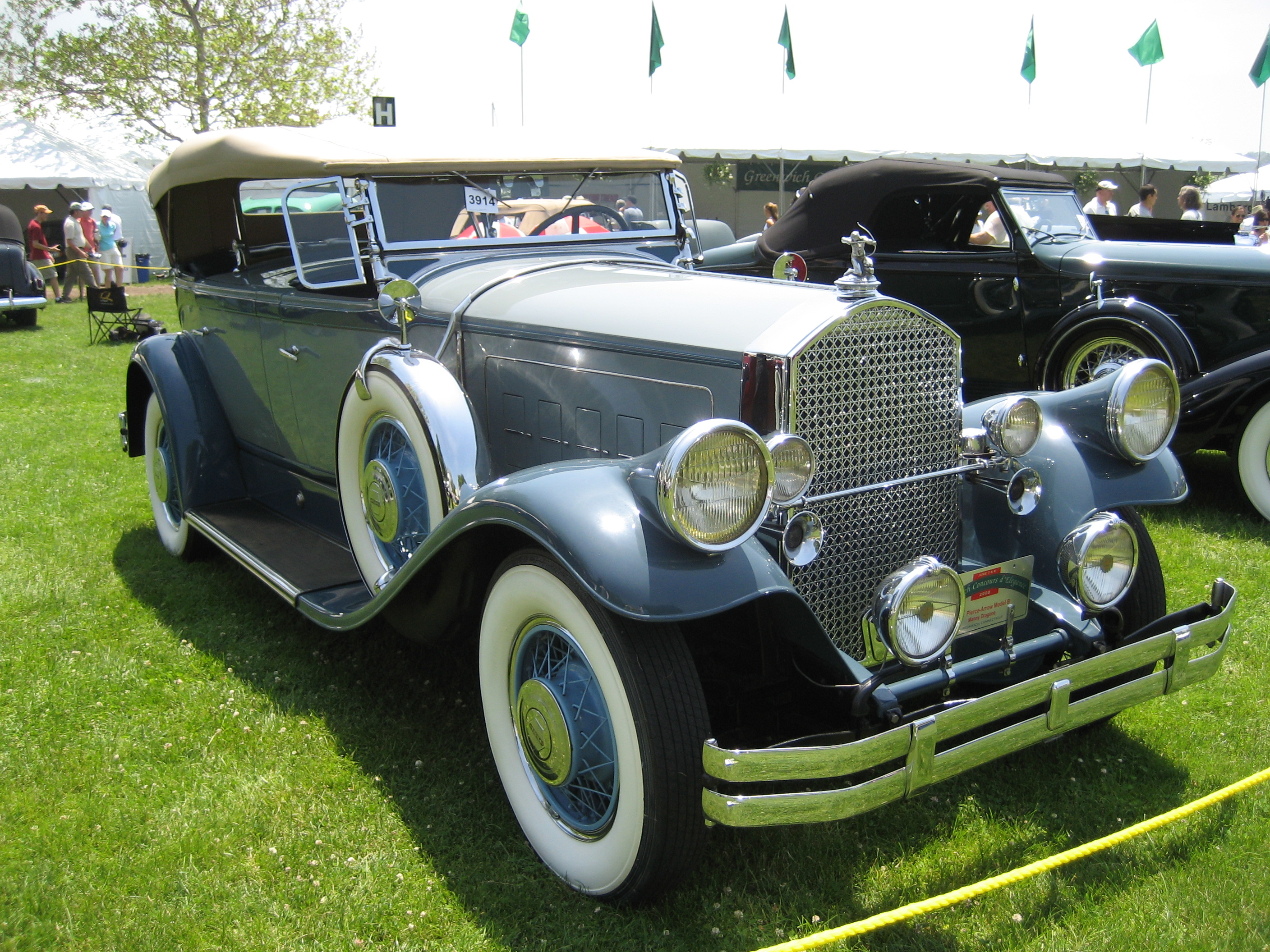
Pierce-Arrow Series 143 (8-125), що належав Чарлі Чапліну

З'являються серії 133 і 143, цифри яких позначали довжину бази, кожна серія мала модельний ряд: 8-115, 8-125 та 8-132, які мають 6-літровий мотор під капотом. Ці 8-циліндрові машини підняли продажі фірми, так в 1929 році продали 8000 машин, а в 1930 — 7000.
В 1931 році машини 115, 125 і 132 перейменовуються в «Серію 43», 42 і 41 відповідно, база у 43 дорівнювала 3.40 м-3.48 м, у 42 — 3.61 м, і у 41 — 3,73.
В 1932 році залишається тільки 8-циліндрова модель з базою в 3.48 м і 3.64м, машина отримує індекс «Серіес 54».
Крім неї в каталогах з'являються 12-циліндрові мотори, розроблені Карлом Вайзом, і відповідно серії 53, 52 і 51.
П'ятдесят третя модель має об'єм в 6.5 л, а 52 і 51 — 7 л. Перший мотор розвиває 140 сил, а другий — вже всі 150.
У тому ж році Еб Дженкінс побив рекорд США, він 24 години ганяв по соляних озерах, середня швидкість автомобіля дорівнювала 185 км/год. Правда, на його машині був потужніший 7.5 л мотор.

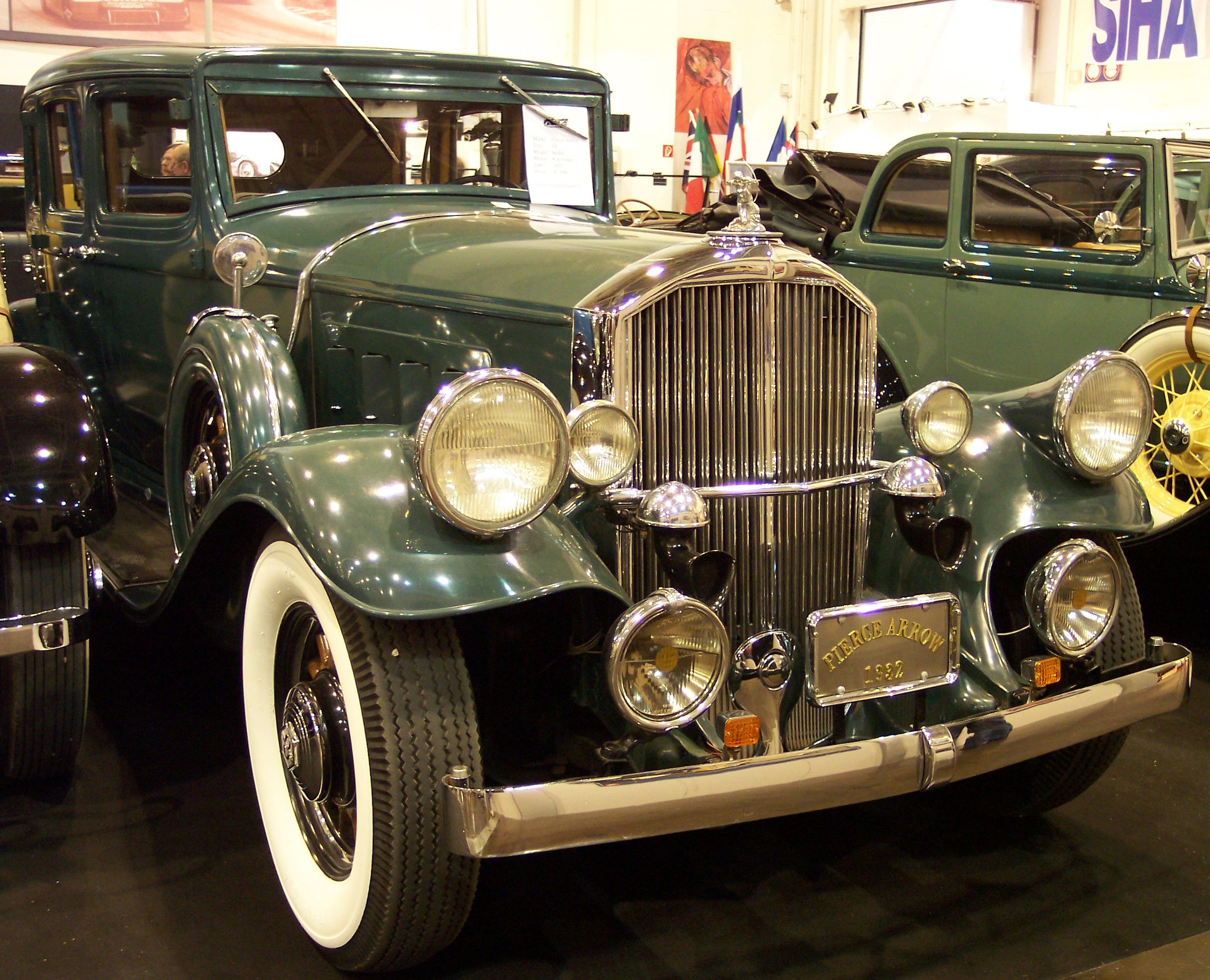
Pierce-Arrow Series 53

Через рік він на серійному 12-циліндровому «Пірс Ерроу» розвинув середню швидкість в 192 км/год, а ще через рік — 208, побивши 14 рекордів світу.

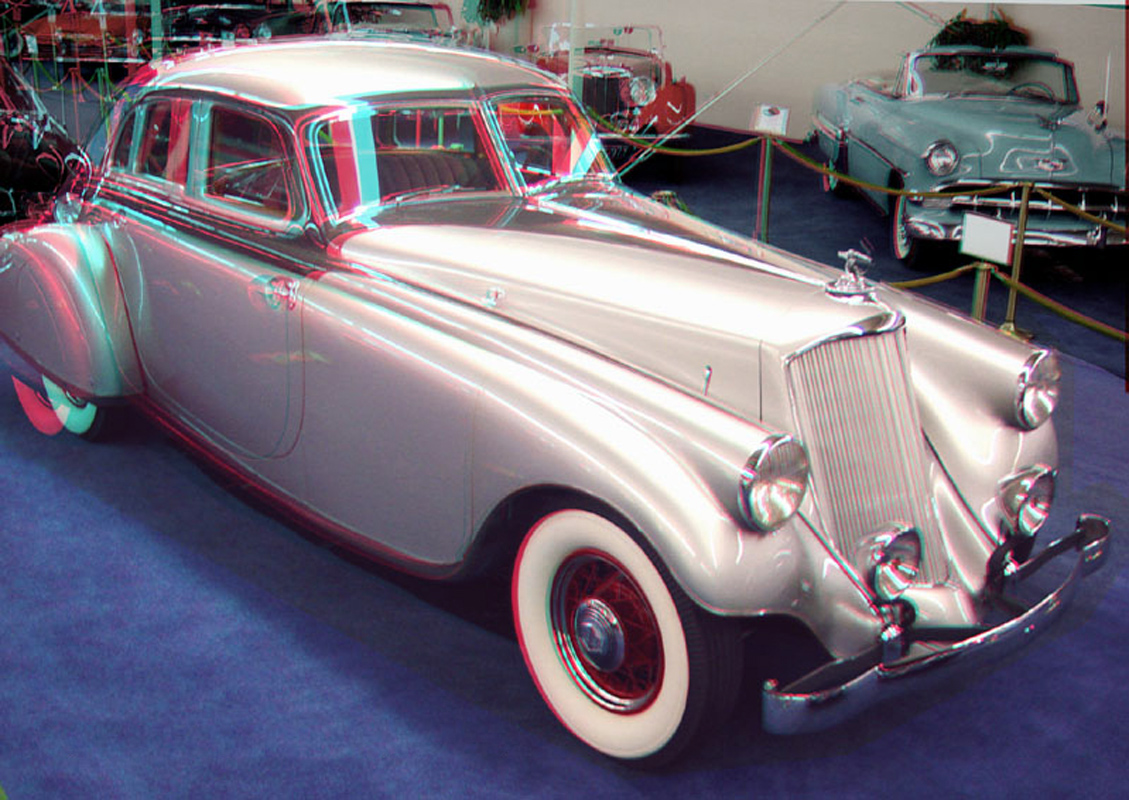
Pierce-Arrow Silver Arrow

Проте продажі падали, і в 1932 році продали всього 2692 автомобіля. Фірма вирішує випустити щось таке, що знову змусить говорити про фірму, вони показують в січні на Нью-Йоркській виставці автомобіль, який продавався під гаслом «Suddenly 1940». Ця машина носила назву «Сілвер Ерроу».
Але машина мала колосальну ціну — 10 000 доларів, так що вдалося продати всього 5 таких машин з 10 побудованих.
Машина мала все той же 12-циліндровий мотор, тільки об'ємом 7.5 л (такий же, як на гоночному автомобілі), потужністю 175 сил. Швидкість цього седана-фастбека була 170 км/год. Дизайн машини розробляв Філ Райт, учень Харлі Ерла, до речі, за 4 роки до цього Райт розробив екстравагантний «Корд Л29». Однак витрачені на проекти гроші не виправдали себе, і дізнавшись про майбутнє банкрутство, глава фірм «Студебеккер» і «Пірс-Ерроу» — Альберт Ерскін пускає собі кулю в лоб.

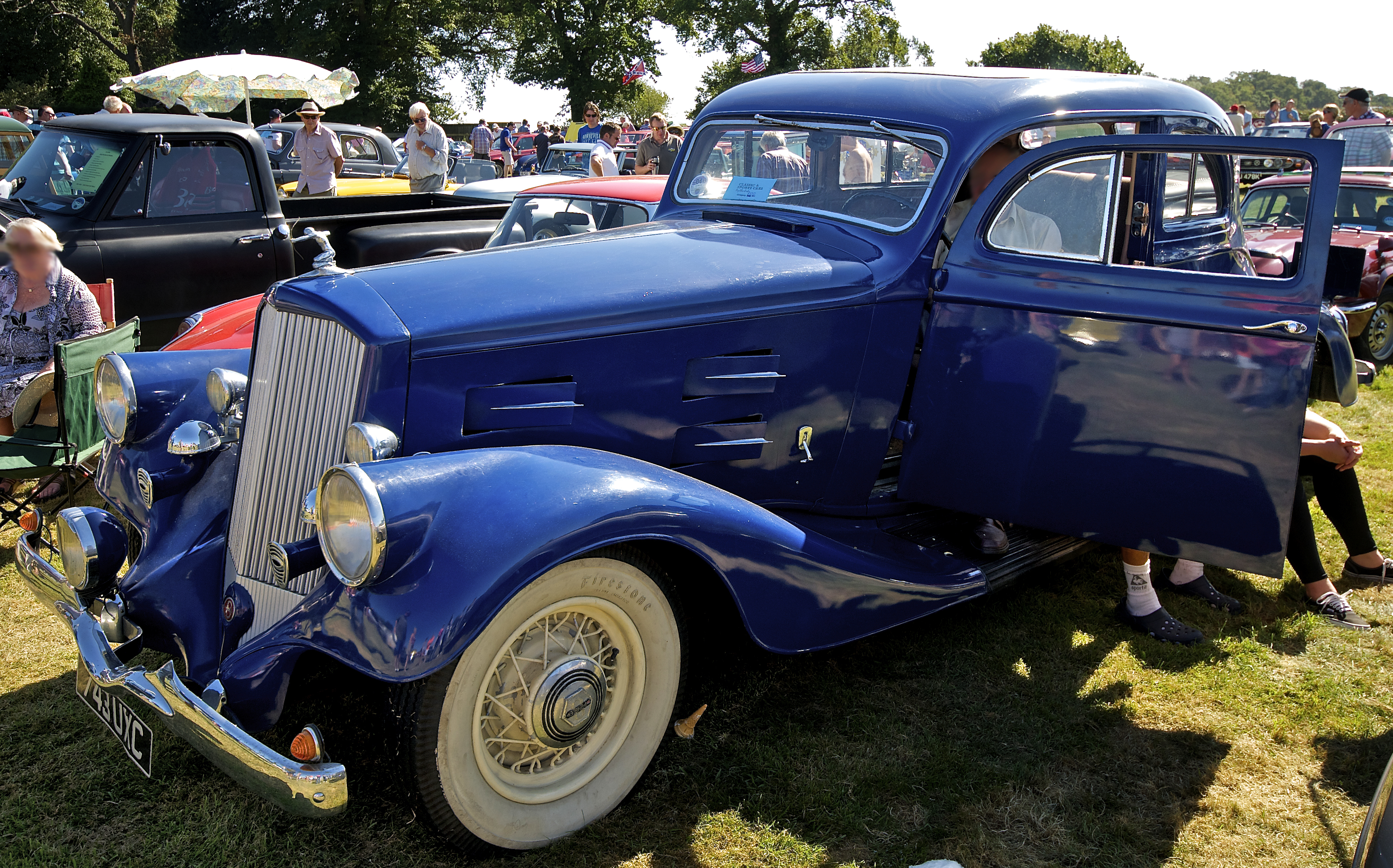
Pierce-Arrow 836, який належав принцу Кореї, всього було зроблено 12 машин з подібним кузовом

Фірму «Пірс-Ерроу» за 1 млн доларів купують приватні особи, директором стає колишній працівник «Студебеккера» — Артур Чантер. Він вирішує продовжити випуск дорогих машин, але не настільки революційних, як «Сілвер Ерроу». У підсумку у виробничій програмі 1933 року з'являються: 8-циліндровий 836 (135 сил) і 12-циліндрові — 1236, 1248 і 1247, потужності яких були від 160 до 175 сил. Модель 1247 мала мотор об'ємом 7.5 л від «Сілвер Ерроу».

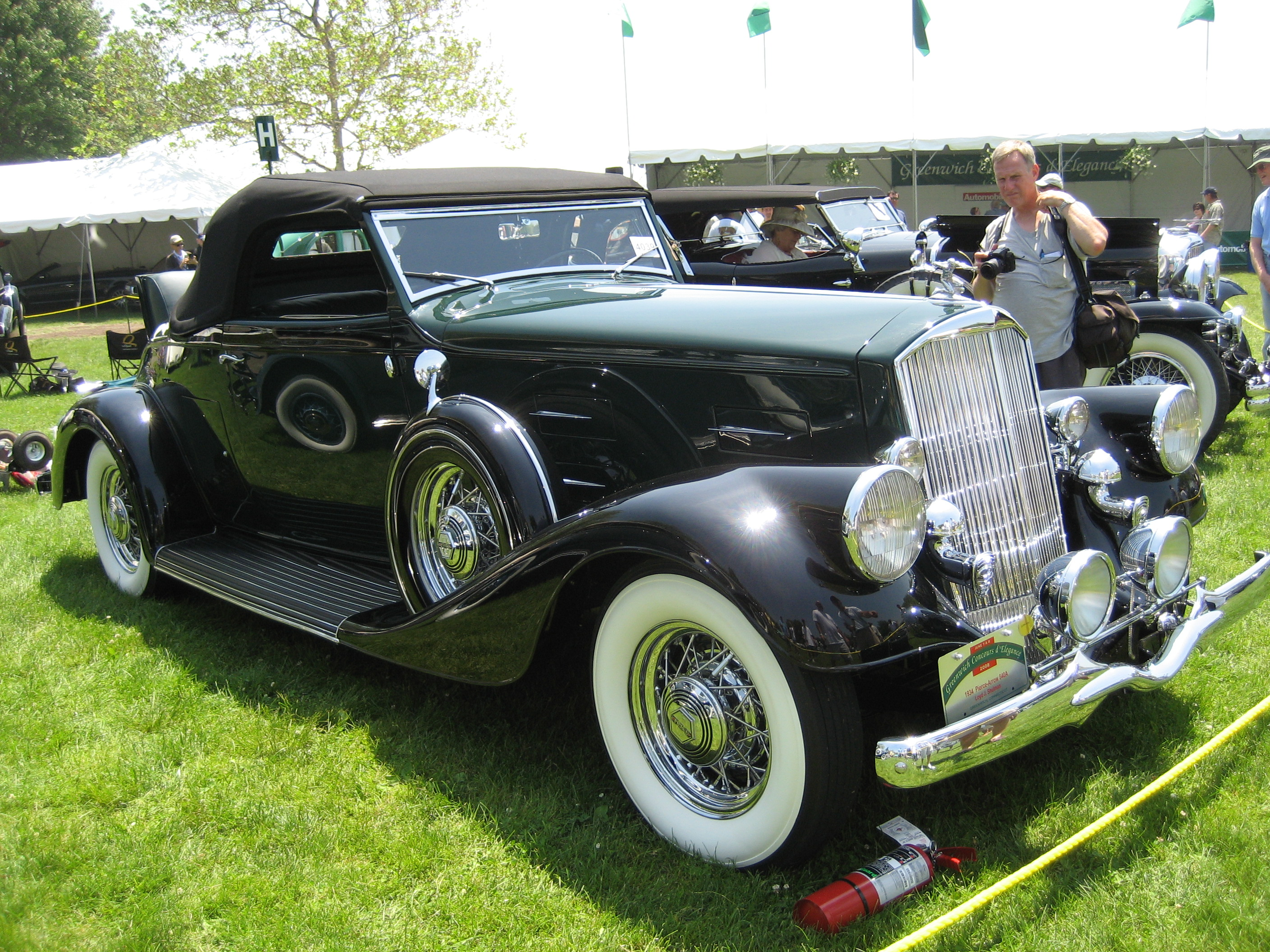
Pierce-Arrow 1248А

В 1934 році фірму The Pierce-Arrow Motor Car Company перейменували в Pierce-Arrow Motor Corporation, а машини пережили модернізацію — зменшилася кількість хрому на кузові, задні ліхтарі інтегрували в задні крила, за подобою передніх фар. Машини стали носити індекси 840А (мотор дефорсували до 125 сил), 1240А і 1248А. Проте 8-циліндровий автомобіль мав 10 варіантів кузовів, а 12-циліндрові — на 1 менше.
У тому ж році відмовилися від всіх дилерських центрів, справа в тому, що з покупкою «Студебеккером» «Пірс-Ерроу» стали продаватися через дилерів Studebaker, втративши наліт ексклюзивності. У підсумку «Пірси» стали знову продаватися незалежними продавцями.

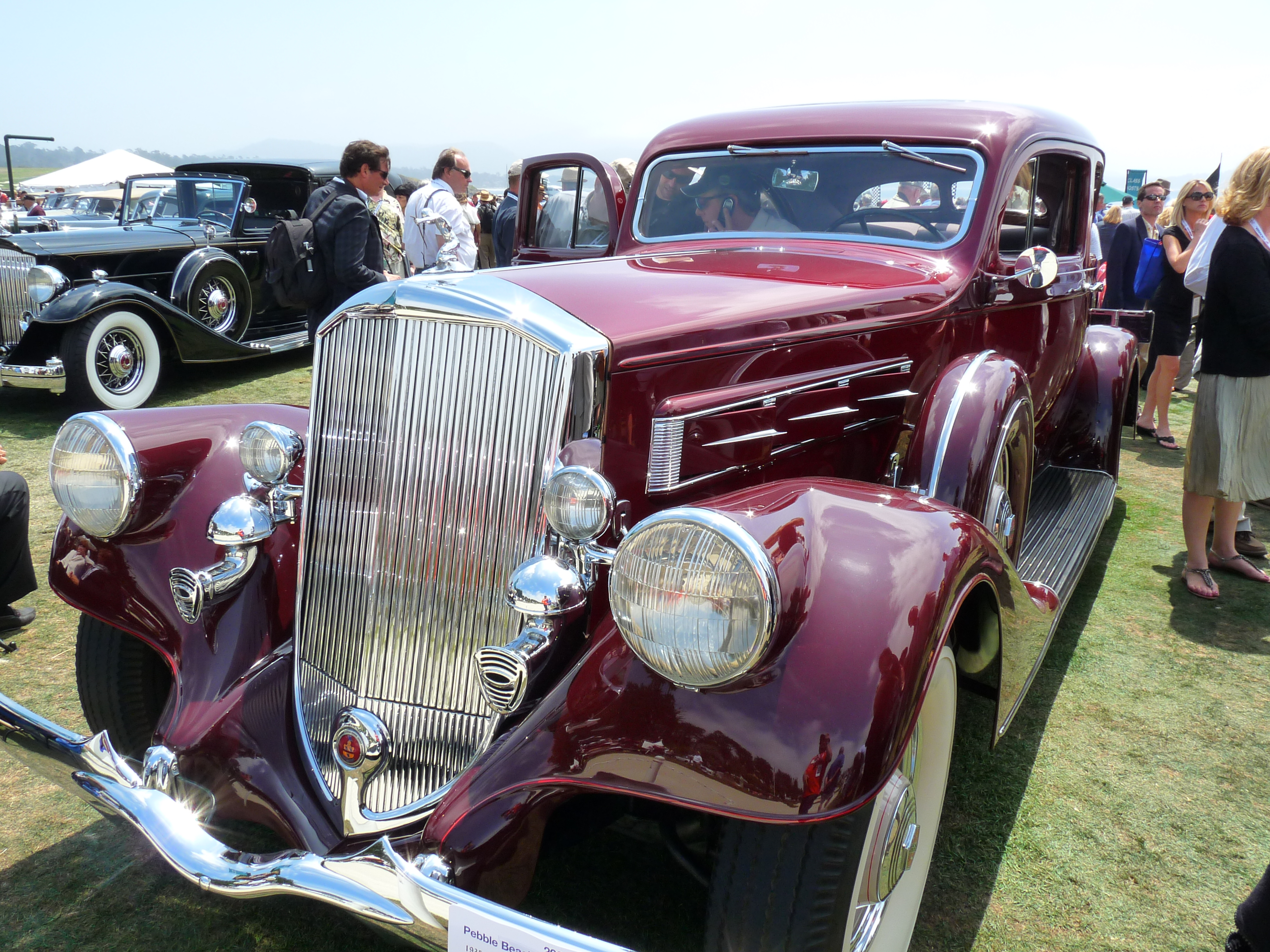
Pierce-Arrow 1245

В 1935 році машини злегка відновили й підняли потужність моторів на 8-циліндрових машинах. 845 стали продаватися з 2-ма варіантами шасі, потужність моторів досягла 140 сил. 12-циліндрові машини отримали індекси 1245 і 1255, мотор тепер був тільки один, потужністю 175 сил, але було 3 варіанти довжини бази.
В 1936 році з'являються останні розробки «Пірс-Ерроу»: 1601 і 1603, які мали другу назву «Делюкс 8», і серія 1701 і 1703, які більше відомі як «Салон Твелв». Серія 1601/1603 мала 8-циліндровий мотор потужністю 150 сил, а 1701/1703 — 12-циліндровий, потужність якого збільшена до 185 к.с.. Головною технічною новинкою стали серійні вакуумні підсилювачі гальм і овердрайв в коробці передач. Зовні обидві моделі стали більш округлими, а головною новинкою стали здвоєні передні фари.

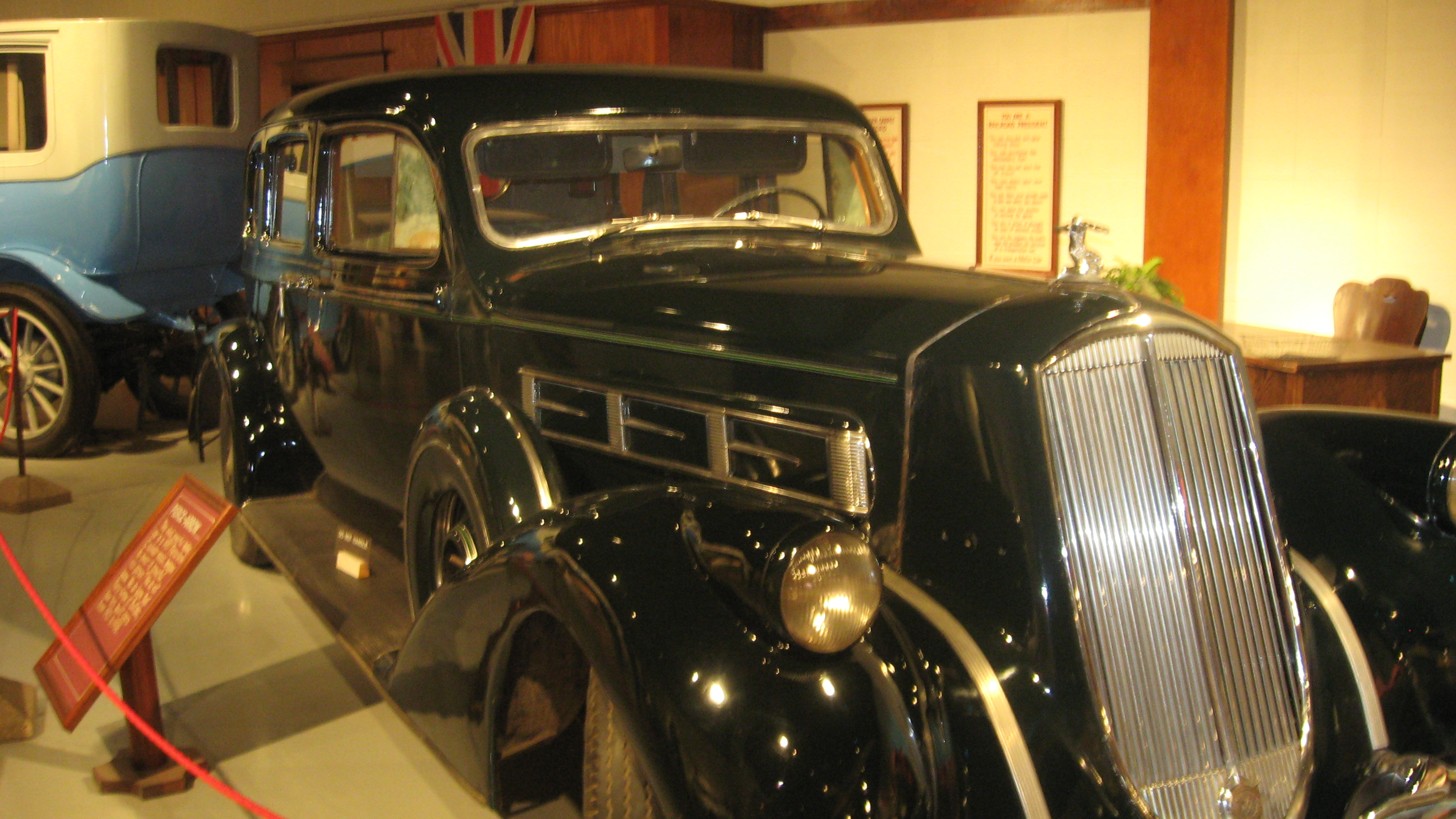
Pierce-Arrow 1703 Salon Twelve

Крім того, в тому ж році фірма стала випускати люкс-кемпери, які називалися «Pierce-Arrow Travelodge», вони були шикарно оздоблені натуральним деревом, мали холодильник, резервуар для води, газову плиту для готування їжі і дров'яну піч для опалення. Технічно цікавий момент — причепи мали гідравлічні гальма, а кузов був зроблений з алюмінію. Всього справили 450 таких причепів.

## Припинення виробництва автомобілів. Закриття компанії
Проте продажі падали, бо помилкою фірми було не мати в каталогах дешевшу продукцію. Так в 1935 році було продано 875 люксових Pirce Arrow, 787 — в 1936 році, і смішна цифра — 167 в 1937 році. Над фірмою нависла загроза банкрутства.
У п'ятницю, 13 травня 1938 року компанія Pierce-Arrow була розпродана з аукціону. Оснащення і документацію на виробництво 12-циліндрових машин купила фірма Seagrave Fire Apparatus, яка до цих пір займається виробництвом пожежних машин. До речі, ці мотори випускалися аж до 1970 року.
Однак сформована банкротними керуючими, фірма Pierce-Arrow Buffalo Parts Company продовжувала продаж запчастин і обслуговування автомобілів до кінця 1941 року.

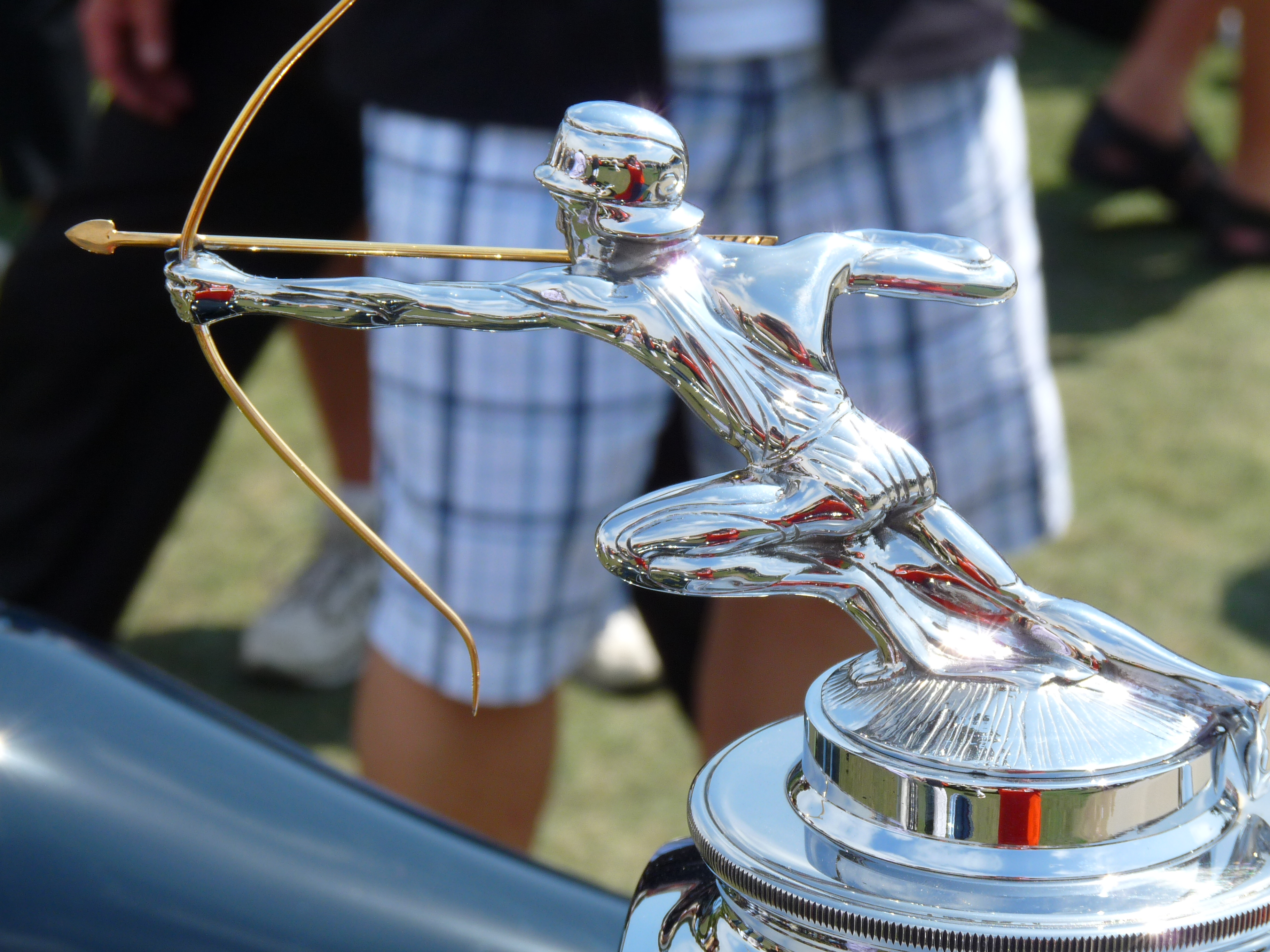
Логотип Pierce-Arrow

У 1942 році запчастини та обладнання було націоналізовано на користь військового департаменту США для потреб армії.
Але незважаючи на те, що фірма фактично припинила існування в травні 1938 року, останній автомобіль марки був зібраний в жовтні 1938 року Карлом Вайзом, головним інженером «Пірс-Ерроу», із запчастин, які вдалося заховати.
Влітку 2006 року група багатих фанатів зі Швейцарії купили право на використання бренду Pierce-Arrow. Вони замовили прототип, який назвали «Сілвер Ерроу 2» дизайнеру Луїджі Колані. Він встановив 10-літровий 24-циліндровий мотор в цей автомобіль.

## Список легкових автомобілів Pierce-Arrow
- 1902 — Pierce Motorette
- 1903 — Pierce 3.5НР
  - Pierce Runabout
  - Pierce Stanhope
  - Pierce 15НР Arrow
- 1904 — Pierce 24/28 Great Arrow
- 1905 — Pierce 28/32 Great Arrow
- 1906 — Pierce 40/45 Great Arrow
- 1909 — Pierce-Arrow 4-24
  - Pierce-Arrow 4-40
- 1910 — Pierce-Arrow 6-36
  - Pierce-Arrow 6-48
  - Pierce-Arrow 6-66
- 1921 — Pierce-Arrow Series 32
  - Pierce-Arrow Series 33
- 1925 — Pierce-Arrow Series 80
- 1927 — Pierce-Arrow Series 36
- 1928 — Pierce-Arrow Series 81
- 1930 — Pierce-Arrow Series 133
  - Pierce-Arrow Series 143
- 1931 — Pierce-Arrow Series 115
  - Pierce-Arrow Series 125
  - Pierce-Arrow Series 132
  - Pierce-Arrow Series 43
  - Pierce-Arrow Series 42
  - Pierce-Arrow Series 41
- 1932 — Pierce-Arrow Series 54
  - Pierce-Arrow Series 53
  - Pierce-Arrow Series 52
  - Pierce-Arrow Series 51
  - Pierce-Arrow Silver Arrow
- 1933 — Pierce-Arrow 836
  - Pierce-Arrow 1236
  - Pierce-Arrow 1248
  - Pierce-Arrow 1247
- 1934 — Pierce-Arrow 840A
  - Pierce-Arrow 1240A
  - Pierce-Arrow 1248A
- 1935 — Pierce-Arrow 845
  - Pierce-Arrow 1245
  - Pierce-Arrow 1255
- 1936 — Pierce-Arrow 1601 (Deluxe 8)
  - Pierce-Arrow 1603 (Deluxe 8)
  - Pierce-Arrow 1701 (Salon Twelve)
  - Pierce-Arrow 1703 (Salon Twelve)